# Mikael Soininen
Pour les articles homonymes, voir Soininen.
August Mikael Soininen (né Johnsson le 3 novembre 1860 à Kuhmo et mort le 12 mars 1924 à Helsinki) est un éducateur et homme politique finlandais,,. 

## Biographie
Mikael Johnsson est élève du lycée de Kuopio et obtient son diplôme de fin d'études secondaires en 1879.
Il obtient un baccalauréat universitaire en 1883. 
En 1884-1885, il effectue un voyage d'études aux États-Unis  pour étudier le système scolaire local, sur lequel il a rédiger sa thèse en 1887.
Mikael Johnsson débute comme professeur de langues au secondaire, puis recteur de l'école mixte finnoise d'Helsinki et professeur universitaire de sciences de l'éducation, jusqu'à ce qu'en 1897, il commence sa carrière à la direction des écoles en tant qu'inspecteur d'école primaire de la région du Häme.
Il dirige le séminaire d'Heinola (Institut de formation des enseignantes) de 1899 à 1907 et est professeur adjoint de sciences de l'éducation de 1907 à 1917.
En 1907, Mikael Johnsson reprend le nom d'origine de sa famille Soininen.
Durant ces années, Mikael Soininen fait systématiquement pression pour l'enseignement primaire soit étendu à l'ensemble de la population.
Il est actif en politique, député du Parti finlandais de 1907 à 1911 et préside le Comité de l'éducation en 1908 mettant un accent particulier sur l'enseignement obligatoire et la loi sur la prohibition de l'alcool.
Il est directeur général du direction des activités scolaires de 1917 à 1924, et sa réalisation la plus importante a été la mise en œuvre de l'enseignement obligatoire.
Il est, Avec Uno Cygnaeus et Reino Oittinen, l'un des réformateurs les plus importants du système scolaire finlandais.

## Carrière politique
Mikael Soininen est circonscription du comté de Mikkeli du   22 mai 1907 au 31 janvier 1911 et du 1er avril 1919 au 4 septembre 1922.
Mikael Soininen est Ministre de l'Éducation et des Cultes des gouvernements Ingman I (27.11.1918–17.04.1919),  Kaarlo Castrén (17.04.1919–14.08.1919) et Vennola I (15.08.1919–15.03.1920).